# Magic Man
Magic Man è un singolo del gruppo rock statunitense Heart, pubblicato nel 1975 ed estratto dall'album Dreamboat Annie.